# 차수빈
차수빈(1987년 10월 14일 ~ )은 대한민국의 남자 트로트 가수이다.

## 개요
트로트 가수 차수빈이 “연예계 롤모델이 차승원이어서 성씨를 ‘차’씨로 바꾸었다”고 깜짝 고백했다.

## 데뷔
- 2018년 노래 '두 번 사랑'

## 연예 활동
- 2020년 9월 18일 유튜브 채널 《트롯오빠》에 출연해 성씨를 ‘차’씨로 바꾸었다”고 깜짝 고백했다.그는 “차승원 선배님이 연예계 롤모델이어서, 본명이 이승우인데 활동명을 ‘차’씨로 정하게 됐다. 늘 자기 관리를 잘 하시고, 가정적이셔서 멋지다”라고 존경심을 드러냈다. 차수빈의 절친인 유호는 “실제로 (차)수빈이의 휴대폰 컬러링이 차승원 씨가 나오는 드라마 OST이고, 휴대폰 배경화면 및 카카오톡 프로필 사진도 차승원 씨”라며 증언했다. 이 외에도 차수빈에 대한 생생한 비화들이 쏟아져 깨알웃음을 선사했다.[2]
- 2020년 12월 19일 KBS 2TV 《트롯 전국체전》3회에 '트로트인생 9회말 2아웃'이란 별칭으로 참가해 출연진들의 호기심을 자극했다. 그는 "고교시절 야구선선수였는데 동료가 휘두르는 배트에 맞아 한쪽 눈을 다쳐서 결국 야구를 포기했다"고 고백했다. 이어 자신의 "트로트 가수로써의 상황이 9회말 2아웃 같다. 올해는 홈런을 치고싶다."며 포부를 밝혔다. 그는 남진의 <상사화>를 매력적인 중저음의 보컬로 재해석, 벅차오르는 감정을 터트리며 무대를 마무리해 감독, 코치진들, 응원단장 그리고 시청자까지 소름돋게 만들었다. 원곡자인 전라 감독 남진까지 감탄하게 만든 차수빈은 8도 올스타를 받아 서울 지역 대표로 출전했다.[3] 주현미는 "기회를 줘볼까?"라며 버튼을 눌렀고, 뒤이어 한 소절을 남기고 모든 지역에서 스타 버튼을 누르며 8도 올스타가 완성됐다. 차수빈은 "오늘만큼은 제가 제일 행복한 사람이다"라고 합격 소감을 전했다.[4]

## 학력
- 서일대학교 생활스포츠골프과 전문학사

## 앨범
- 2019.02.25. 정규 《두번사랑》 수록곡 <두번사랑>,<그냥>,<안녕>,<가슴아프게>,<안녕(Duet 풍금>
- 2020.12.20. 컴필레이션 앨범 《트롯 전국체전 Part 1》수록곡 <상사화> (장르: 트로트)

## 수상
- 2019년 《팝켓 아시아 뮤직 어워드》 스타예감상

## 방송
- 2020.1.9. TV조선 《내일은 미스터트롯》 2회, 참가 <당돌한 여자>
- 2020.12.19. KBS 2TV 《트롯 전국체전》3회, <상사화>(남진), 올스타, 지역 서울 선택
- 2020.12.26. KBS 2TV 《트롯 전국체전》 4회, 서울 지역, 2라운드에서 탈락, 서울클라스 팀 설하윤/차수빈, <오늘 밤에>(홍진영) + <카스바의 연인>(윤희상)
- 2021.8.2. KBS 2TV 《개는 훌륭하다》 - 견학생

## 인터넷 방송
- 2020.09.18. 유튜브 채널 《트롯오빠》 게스트